# Артыкбаев, Керей
Керей Артыкбаев (каз. Керей Артықбаев; 1908 год, Уилский сельсовет, Темирский район, Актюбинская область — 21 мая 1962 год) — старший чабан колхоза «Кенесту» Темирского района Актюбинской области, Казахская ССР. Герой Социалистического Труда (1948).

## Биография
Артыкбаев Керей родился в 1908 году Уилском аулсовете Темирском районе Актюбинской области в семье крестьянина- бедняка, образование 5 кл. Казах по национальности.
До 1929 года работал в своем хозяйстве. 
С 1929 по 1937 годы счетовод колхоза им Ленина.
С 1937 по 1939 годы секретарь Уильского аулсовета Темирского района.
С 1939 по 1942 годы председатель правления колхоза им. Ленина. 
22 января 1942 года был призван в Красную армию. Участвовал в Великой Отечественной войне на Западном фронте. Служил в 165-м стрелковом полку 333-й стрелковой дивизии 33-й армии. В 1944 году после тяжелого ранения был демобилизован из рядов Красной армии.
С 1944 по 1946 годы председатель правления колхоза "Кенкияк". 
С 1946 по 1950 годы старший чабан колхоза "Кенесту" Кенестуского сельского Совета.
В 1948 году вырастил от 520 курдючных овцематок по 120 ягнят на каждые 100 маток, при среднем живом весе ягнят к отбивке 41,4 килограмма.
С 1950 по 1953 годы председатель колхоза "Кенесту" Кенестуского сельского Совета.
С 1953 по 1955 годы заместитель председателем колхоза "Кенесту" Кенестуского сельского Совета.
В 1955 году после тяжелой болезни был освобожден от занимаемой должности и вышел на пенсию. Ему была назначена персональная пенсия республиканского значения.
21 мая 1962 года умер после продолжительной болезни.

### Общественная деятельность
Член КПСС с 1944 года. 
4 раза избирался депутатом местного Совета. 6 лет избирался секретарём первичной партийной организаций. Неоднократно избирался членом пленума Темирского райкома КП Казахстана

### Семья
Жена - Артыкбаева Алима 1923 года рождения.
В семье дочь Артыкбаева Базаргуль 1947 года рождения, сын Артыкбаев Мурат 1952 года рождения и дочь Артыкбаева Алмагуль 1958 года рождения. 
Родной брат - Артыкбаев Муса.

### Награды
Указом Президиума Верховного Совета СССР от 7 октября 1949 года «за получение высокой продуктивности животноводства в 1948 году» удостоен звания Героя Социалистического Труда с вручением ордена Ленина и золотой медали «Серп и Молот».
В период Великой Отечественной войны был награжден медалями "За боевые заслуги", "За доблестный труд в Великой Отечественной войне", "За победу над Германией". 
В 1945 году Артыкбаев был награжден грамотой Верховного Совета Казахской ССР в связи с активным участием в социалистическом строительстве в ознаменование 25-летия Казахской ССР.